# Муслим Абу Валид аш-Шишани
Муслим Ахметович Маргошвили, более известный как Муслим Абу Валид аш-Шишани (род. 26 мая 1972, Дуиси, Ахметский район, Грузинская ССР — 11 декабря 2021, Идлиб, Сирия) — один из амиров (лидеров) чеченских моджахедов в Сирии. Основатель и 1-й амир джихадистской протурецкой фракции Джунуд аш-Шам. Противник ИГ. За свою нетипичную для исламских джихадистов внешность (светлые волосы, голубые глаза и рыжую бороду) получил прозвище «Викинг». Ветеран Первой и Второй чеченских войн за независимость Ичкерии, а также участник гражданской войны в Сирии (на стороне повстанцев). Во время второй чеченской войны — командующий Веденским сектором и Сунженским фронтом ВС ЧРИ (2002—2003). Находился в федеральном розыске на территории России.

## Биография
Муслим Ахметович Маргошвили родился 26 мая 1972 года в селе Дуиси Ахметовского района Грузинской ССР.
Род Маргошвили происходит из Панкисского ущелья в Грузии, которое издавна населяли чеченцы-кистинцы.
Служил в войсках ПВО СССР в Монголии, но после начала чеченских войн примкнул к отряду Хаттаба.
Есть сведения об участии Маргошвили в бое под Галашками в 2002 году.
11 октября 2003 года он был арестован российскими властями в Ингушетии и пробыл в заключении два года. Избежать более сурового наказания помог поддельный паспорт на имя Мадаева.
С 2012 года воевал в Сирии на стороне суннитских повстанцев, возглавляя бригаду «Джунуд аш-Шам» (араб. جنود الشام‎ — «Солдаты Сирии») из 1500 джихадистов из стран СНГ и Германии.
С самого начала войны в Сирии его бригада действует как самостоятельная и не подчиняется ни ИГ, ни силам Хайят Тахрир аш-Шам. Один из террористов ИГ описал Муслима Шишани и его бригаду таким образом: 

«Муслим Шишани — амир кучки ичкерийцев, невежественных в религии. Братья лично видели в его бригаде, что чеченский флаг стоит над флагом Ля иляха иллаллах. У него всегда был острый язык против ИГ. И это не говоря о чеченцах с его бригады, которых я знаю лично, большинство из которых вышли не с джихада на Кавказе, а из неверной Европы».
В Сирии Маргошвили принимал участие в боях против правительственных войск в провинции Латакия.
В 2014 году власти США обвинили Маргошвили в активном участии в группировке «Исламское государство» в качестве полевого командира. Однако Маргошвили неоднократно заявлял о своей непричастности к таким террористическим организациям, как ИГ.
11 декабря 2021 года был убит ВКС РФ.